# سد شندر
سد شندر أو سد لعزيب زعموم أو سد الناصرية أو سد بومراو هو سد مائي بطول 5 كـم (3 ميل) يقع غرب مدينة الناصرية على وادي شندر بولاية بومرداس الجزائرية. شيد ما بين 24 ماي 1987م و26 فيفري 1990م، ويستعمل أساسا في توفير ماء الري.

## الوصف
تم الشروع في بناء هذا السد المائي (إحداثياته: ) على مجرى وادي شندر لحماية مدينة الناصرية من فيضانه المتكرر، وذلك بتاريخ 24 ماي 1987م.
ووقع استلام «سد شندر»، المسمى كذلك «سد بومراو» أو «سد الناصرية» أو «سد لعزيب زعموم»، بتاريخ 26 فيفري 1990م بسعة 1.7 مليون متر مكعب كافية لمنع السيول من الانحراف نحو الوسط الحضري.

## تربية المائيات
بالإضافة إلى حماية مدينة الناصرية من فيضان وادي شندر، تم استغلال هذا السد المائي مع سد سيدي داود و«سد جنات» في مجال تربية الأحياء المائية ابتداء من شهر أفريل 2010م.
وتم ذلك عبر استزراع الأسماك في حوضه المائي المستعمل في السقي، وذلك من خلال استزراع فحل الشبوط الفضي وفرخ التيلابيا الحمراء.

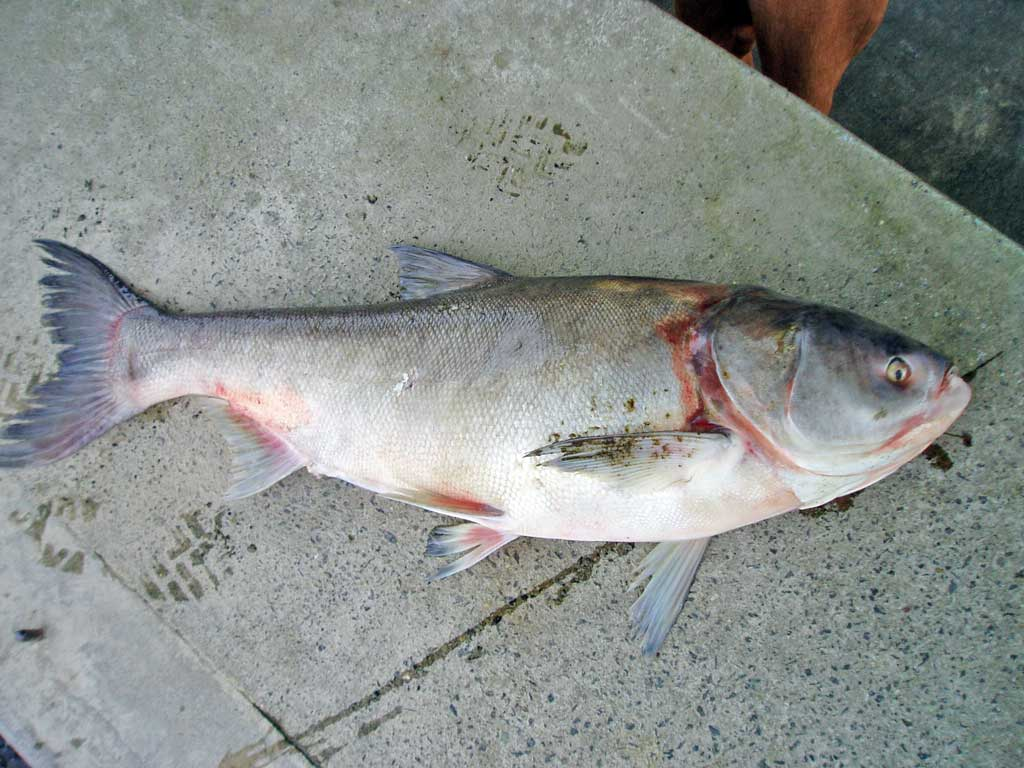
الشبوط الفضي
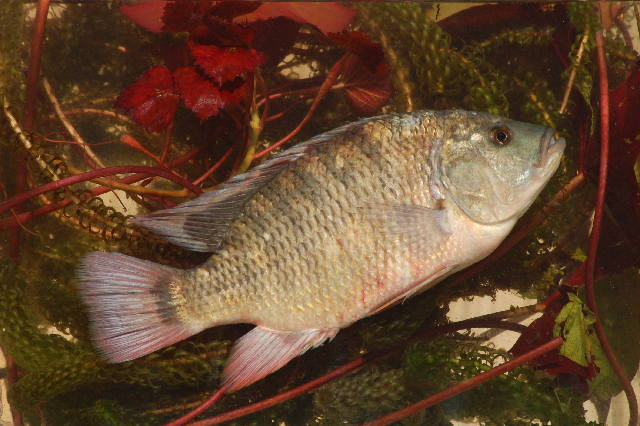
التيلابيا الحمراء

## السقي
لا تصلح مياه هذا السد لشرب المواطنين في قرى الناصرية، كقرى شندر وبومراو وبوعاصم، مما يستدعي جلب المياه العذبة من مصادر أخرى
وقد تم إنجاز قنوات الري لتموين المزارعين في محيط الناصرية بمياه السقي، إلا أنه لم يتم تشغيلها بالإضافة إلى التسربات الموجودة في أنابيبها

## السباحة
تتصف مياه هذا السد بكونها ثقيلة لا تسمح بالسباحة الآمنة، مما جعل بعض المغامرين بالسباحة فيه يغرقون في أوحال ضفافه

### مواضيع ذات صلة
- وزارة الموارد المائية الجزائرية
- قائمة سدود الجزائر
- قائمة وديان الجزائر
- المجاري المائية في الجزائر
- ولاية بومرداس
- دائرة الناصرية
- الناصرية
- وادي شندر

### وصلات خارجية
- الموقع الرسمي لوزارة الموارد المائية الجزائرية نسخة محفوظة 31 ديسمبر 2017 على موقع واي باك مشين.
- الموقع الرسمي لولاية بومرداس

### فيديوهات
- "وادي شندر" و"سد شندر" غرب "مدينة الناصرية" في جوان 2016م على يوتيوب
- "سد شندر" غرب "مدينة الناصرية" في جويلية 2020م على يوتيوب
- "سد شندر" غرب "مدينة الناصرية" في أفريل 2012م على يوتيوب